# Meinhard Jenne
Meinhard „Obi“ Jenne (* 18. November 1970 in Heidelberg) ist ein deutscher Musiker (Schlagwerker), der sowohl im Bereich der klassischen Musik als auch des Jazz tätig ist.

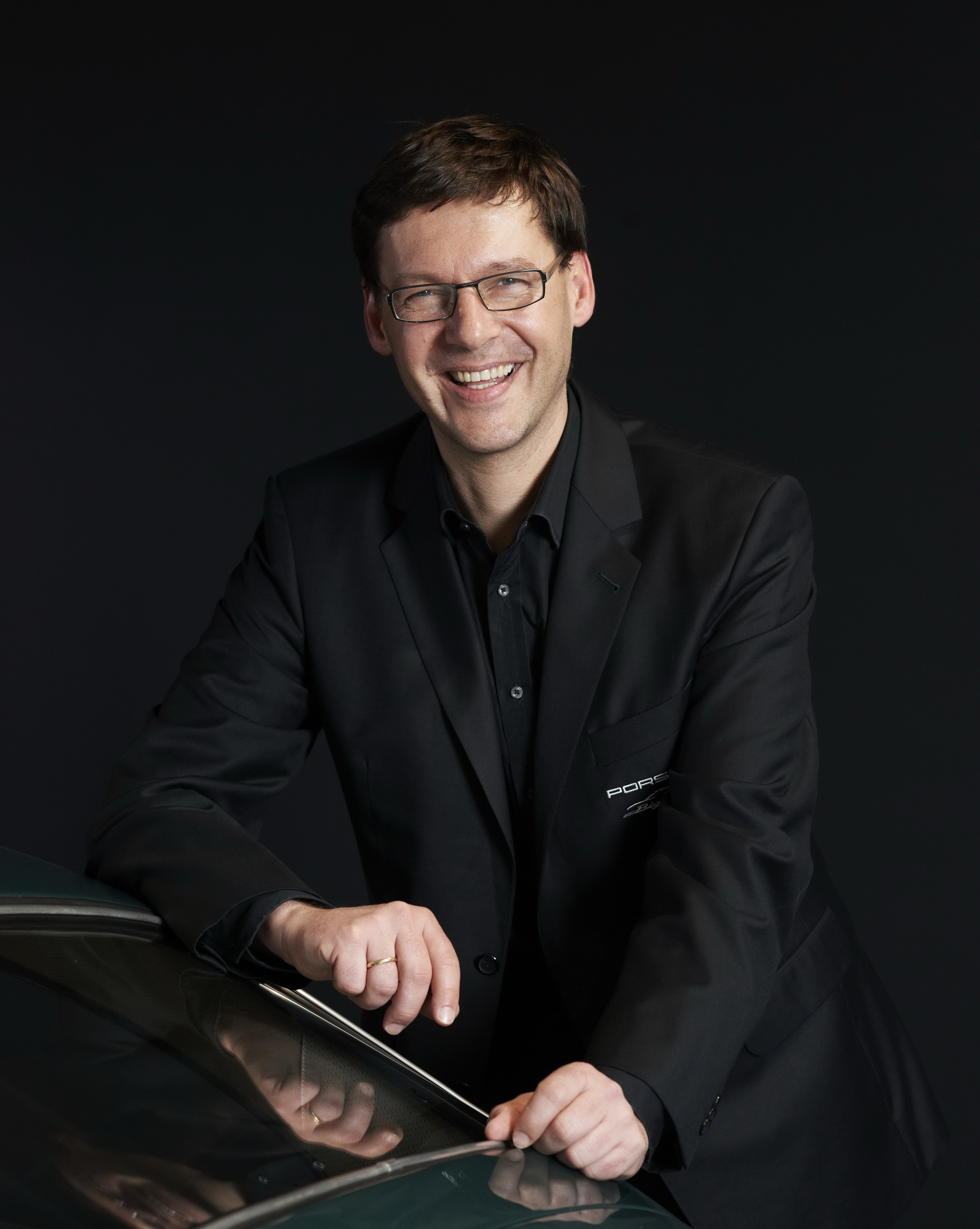
Meinhard „Obi“ Jenne

## Leben und Wirken
Jenne erhielt seit 1977 eine musikalische Ausbildung an Schlagzeug und Klavier. Seit dem achten Lebensjahr spielte er in öffentlichen Konzerten, seit dem neunten Lebensjahr war er beteiligt an Tonträgerproduktionen. Im 18. Lebensjahr komponierte er die Musik für einen Werbefilm. Von 1988 studierte er bis zum Diplom 1995 an der staatlichen Hochschule für Musik Trossingen, zum einen klassisches Schlagzeugspiel bei Franz Lang und im Nebenfach Piano bei Wolfgang Bloser.
In dieser Zeit war er Mitglied im Orchester des Nationaltheater Mannheim (1989/90) sowie im Ensemble Modern und als Akademist bei den Berliner Philharmonikern (1994/95) tätig.
Als Solist und Ensemblemusiker arbeitete er im Bereich der zeitgenössischen Musik, u. a. weiterhin beim Ensemble Modern und für das Klangforum Wien. Auch war er an mehreren Albenproduktionen mit German Brass beteiligt. Bis heute besteht eine regelmäßige Zusammenarbeit mit dem Radiosinfonieorchester des SWR.
Seit 1998 leitet er das Musiker-Kollektiv „Band in the Box“, zuerst acht Jahre lang jeden Montag in Rogers Kiste und ab 2006 unter dem aktuellen Namen im gleichnamigen Jazzclub. Mit Jo Ambros und Mini Schulz ist er seit 2004 fester Bestandteil von Helen Schneiders Band M´Jobi. 
Seit 2005 ist Jenne künstlerischer Leiter der Porsche Big Band, einer aus Mitarbeitern der Firma Porsche bestehenden Big Band. Die Musiker treten außerhalb ihrer Arbeitszeit vor allem bei Benefizkonzerten und ähnlichen Veranstaltungen auf.
Mit Walter Sittler ist er zusammen mit fünf weiteren Musikern seit 2006 in einem Kästner-Projekt tätig. Das Album Hoppel Hoppel Rhythm Club (2006), an dem er beteiligt war, erhielt den Preis der deutschen Schallplattenkritik.
In den letzten Jahren war er vor allem im Bereich der Jazzmusik aktiv. So gehört er seit 2008 zu den German Jazz Masters, zu denen Klaus Doldinger, Wolfgang Dauner, Manfred Schoof und Wolfgang Schmid zählen. 2009 und in vergrößerter Besetzung entsteht hieraus das Projekt Stuttgart Jazz Orchestra, welches neben klassischer Bigband-Literatur Kompositionen und Arrangements der lokal ansässigen Komponisten aufführt.
Weiterhin war er Mitglied des Joo Kraus ACF, des Klaus Graf Quartetts und des David Gazarov Trios, mit denen er auch Alben einspielte. Er leitet die Meinhard Obi Jenne Group, die ein Album bei Mons Records vorlegte. Weiter trat er auf mit Benny Golson, Art Farmer, Jimmy Woode, Max Greger jr., Ack van Rooyen, Paul Heller, Adrian Mears, Kenny Wheeler, Jon Hendricks, Bill Ramsey, Rachel Gould, Cécile Verny, den Pointer Sisters, Les McCann, Wolfgang Schmid, Chuck Berry, Libor Sima, Katie Melua, Till Brönner, Chaka Khan, Lilly Thornton und der SWR-Big Band. 2016 präsentierte das Stuttgarter Jazzensemble unter der Leitung von Jenne eine weitere Folge von Musik für Kinderohren. Weitere aktuelle Projekte sind die Band TRI, die Jazz Diamonds oder auch die Soul Diamonds, mit denen er sein musikalisches Spektrum in Richtung Soul und Pop erweitert.
Zudem ist Jenne künstlerischer Leiter der Konzertprogramme Klassik und Jazz im Bürgerhaus der Stadt Backnang. Er ist Geschäftsführer des Musikbüro Jenne GmbH.
Jenne ist mit der Violinistin Gesa Jenne verheiratet. Seit 1998 leben sie gemeinsam mit ihren drei Kindern in Stuttgart.